# Der Kinematograph

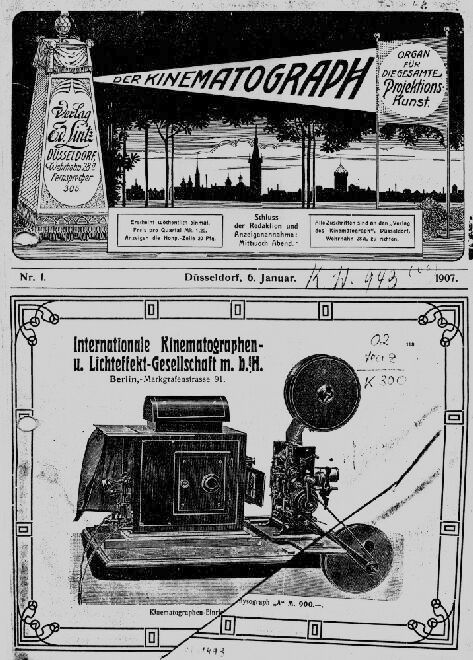
Titelbild der Erstausgabe Januar 1907

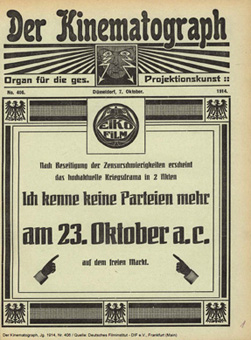
Titelbild Oktober 1914

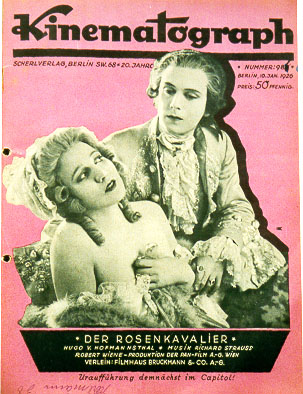
Titelbild Januar 1926

Der Kinematograph war die erste deutsche Filmfachzeitschrift, die von 1907 bis 1935 erschien. Bis 1923 erschien die Zeitschrift im Verlag Eduard Lintz, Düsseldorf, und wurde danach vom Verlag August Scherl herausgegeben.

## Geschichte
Der Düsseldorfer Verlagsbuchhändler Eduard Lintz erwarb 1890 die von Karl Kraus herausgegebene Musiker- und Artistenzeitschrift Der Artist, die weltbekannt wurde. Ab 6. Januar 1907 gab Lintz die erste Zeitschrift für Film und Kinotechnik im deutschsprachigen Raum Der Kinematograph heraus. Der ersten Ausgabe ging im Dezember 1906 eine vierseitige Probenummer voraus, die die erste Ausgabe im Januar ankündigte. Anfangs erschien die Zeitschrift mit einem Umfang von zwölf Seiten und war dem Artist beigeheftet. Die ersten Jahrgänge gelten auch heute noch als wichtige, kulturgeschichtliche Dokumente (Die Hefte des Kinomatographen sind vollständig in der Universitätsbibliothek der Heinrich-Heine-Universität Düsseldorf zugänglich).
Die ‚Erste Fachzeitschrift für die gesamte Lichtbild-Kunst‘, wie es im Untertitel heißt, richtete sich als eine der frühesten Film-Periodika an ein Fachpublikum von Filmverleihern, Kinobetreibern und Produzenten und verstand sich als Interessenvertretung der deutschen Filmwirtschaft. Es erschienen anspruchsvolle Beiträge über Filmtheorie und -ästhetik und praktische Fragen der Filmwirtschaft wie Rechts- und Zensurfragen sowie technische Neuerungen. Darüber hinaus erschienen Rubriken wie ‚Behördliche Bestimmungen für kinematographische Vorführungen in den einzelnen Städten‘, ‚Technische Mitteilungen und Patente‘, ‚Aus der Praxis‘, ‚Zick-Zack‘ – Mitteilungen über die Verwendung des Films in verschiedensten Lebenslagen, und ‚Briefkasten‘. Von besonderem Interesse waren in den Anfangsjahren die polizeilichen Bestimmungen zur Feuersicherheit, die nicht einheitlich geregelt waren. Beachtenswert war auch, dass man fremdsprachige Aufsätze ausländischer Fachleute abdruckte. Später verfasste man auch Filmkritiken. In späteren Ausgaben kam ein Programmteil hinzu und viele Anzeigen und Inserate, die teilweise mehr als die Hälfte ausmachten, sodass der Umfang bis zu 70 Seiten erreichte.
Zu den frühen Autoren gehörten Gustav Melcher und Hermann Häfker. Bereits 1908 wurde der Journalist und spätere Filmfunktionär Alfred Rosenthal Redakteur beim Kinematographen, für den er im Jahr 1910 von Konstantinopel aus über die Entwicklung des Films in der Türkei, Serbien, Ungarn und Bulgarien berichtete.
Nach dem plötzlichen Tod des bisherigen Chefredakteurs Emil Perlmann im Jahr 1923 übernahm Rosenthal seine Stelle und prägte das Blatt wie kein anderer. Er modernisierte dessen Erscheinungsbild und legte den Schwerpunkt dabei auf die Filmkritik. Er verfasste von da ab wöchentlich den filmpolitischen Leitartikel im Kinematographen. Während er als Filmkritiker vor allem im Film-Echo seine Bewertungen schrieb, war er als erster Mann des Kinematographen in den großen Publikationen der Branche als Autor vertreten. Ziel war, die Öffnung des deutschen Marktes für den internationalen Filmhandel zu propagieren. Rosenthal programmatisch: „Wir wollen repräsentatives Organ der Industrie im In- und Ausland sein.“
Im selben Jahr geriet der Verlag im Rahmen der Inflation in wirtschaftliche Schwierigkeiten und verkaufte die Zeitschrift an den Scherl-Verlag, der damals zum nationalkonservativen Hugenberg-Konzern gehörte. Ab 1927 übernahm der Konzern die UFA – Universum Film AG, wodurch die journalistische Unabhängigkeit der Fachzeitschrift zunehmend in Frage gestellt wurde.
Aufgrund des starken Konkurrenzdrucks erschien die Zeitschrift ab Juni 1928 täglich (außer sonntags). 1931 erschien die Sonderausgabe 25 Jahre Kinematograph.
Nach der Machtübernahme der Nationalsozialisten wurden die jüdischen Mitarbeiter Anfang 1933 entlassen. Die letzte von Rosenthal verantwortete Ausgabe erschien am 31. März 1933, wenige Tage nach Goebbels’ programmatischer Rede zur nationalsozialistischen Filmpolitik im Berliner Kaiserhof. Im Rahmen der Gleichschaltung wurde die gesamte Filmindustrie ab März 1933 dem Reichsministerium für Volksaufklärung und Propaganda unterstellt, die eine Umstrukturierung der Filmwirtschaft zum Ziel hatte. Von über 100 Produktionsgesellschaften, die zwischen 1930 und 1932 in der Weimarer Republik aktiv gewesen waren, blieb 1942 nur noch ein einziges Unternehmen – der staatseigene Ufi-Konzern (UFA-Film GmbH) – übrig. Hierdurch entfiel ein großer Teil der Anzeigen, durch die sich der Kinematograph finanziert hatte, sodass die Zeitschrift 1935 eingestellt wurde. Die letzte Ausgabe erschien im März 1935 mit einer Titelgeschichte zur Uraufführung von Leni Riefenstahls Triumph des Willens „in Anwesenheit des Führers“.
Rosenberg emigrierte 1933 nach Paris und gelangte über mehrere Stationen nach Prag mit dem Ziel, nach England zu emigrieren, was allerdings nicht gelang. Er wurde am 20. August 1942 vom Ghetto Theresienstadt nach Riga deportiert und nach seiner Ankunft ermordet.

## Rezeption
Im Rahmen eines filmwissenschaftlichen Forschungsprojektes zu sozio-ökonomischen Aspekten des Films an der Humboldt-Universität zu Berlin von 1998 bis 2000 analysierten Anja Schwanhäußer und Boris Hars-Tschachotin unter der Leitung von Wolfgang Mühl-Benninghaus systematisch die Filmzeitschrift Der Kinematograph aus den Jahren 1916–1932. Dabei entstand eine umfangreiche chronologische Schlagwortliste zu den behandelten Themen der Zeitschrift.